# 干納·貝恩
干納·史塔佛·貝恩（Conrad Stafford Bain，1923年2月4日—2013年1月14日），前美國演員。他最為人熟悉的是1978年在電視影集《小淘氣》（Diff'rent Strokes）劇中，飾演收養兩名黑人男孩的菲力普·杜拉蒙（Phillip Drummond）一角。貝恩曾在二戰服役，其後於1946年成為美國公民，後入讀紐約戲劇學院。

## 生平

### 早年生活
加拿大出生。

## 演出作品

### 電影
- 《來自邊緣的明信片》

### 電視
- 《小淘氣》